# Сойфер, Владислав Анатольевич
Владисла́в Анато́льевич Со́йфер (16 июля 1961, Харьков — 31 июля 2021, Плайяс-дель-Коко, Коста-Рика) — композитор, аранжировщик и музыкальный педагог.

## Биография
Владислав Сойфер родился в 1961 году в Харькове. Детство провел в Ташкенте, позже переехал в Москву.
Поступив после школы в Московский институт инженеров водного хозяйства, он вскоре бросил его и поступил в музыкальное училище им. Октябрьской революции, где получал уроки от незрячего музыканта-теоретика Василия Ивановича Горбатова. Параллельно с этим служил в военном оркестре.
С 1984 по 1989 год учился в Московской консерватории на композитора. Но основными уроками были частные занятия (1986—1989) у Филиппа Гершковича, ученика Веберна и Берга, чьи уроки стали решающими в музыкальном развитии Владислава. Он посвятил свое творчество продолжению традиций Новой венской школы.
Также обучался (1989—1996) вольным слушателем на философском и филологическом факультетах (посещая, в том числе, лекции М. Л. Гаспарова, С. С. Аверинцева и А. Л. Доброхотова).
Делал аранжировки для проекта «Студия новой музыки», и других организаций. Участник проекта «Россия — Австрия: 100 лет современности, 2004». Одним из его друзей был композитор Фарадж Караев.
Важной частью его музыкального развития было сотрудничество с ансамблем «Премьера» (ансамбль был создан в 1994 году по инициативе Иветты Вороновой, руководителя Международной благотворительной программы «Новые имена»). Годы спустя, когда ему предложили участвовать в похожем проекте в Коста-Рике, он очень обрадовался этой возможности и в письме к заведующим упомянул о «Новых именах», отметив, что подобные проекты, служащие мастерской ансамбля, очень продвинуты и хорошо принимаются во всем мире.
В 2007 году Владислав Сойфер с дочерью Варварой переехал в Коста-Рику, где провел последние 14 лет своей жизни, сочиняя музыку, делая аранжировки для нескольких местных оркестров и организаций (Orquesta Sinfónica de Heredia,  Национальный симфонический оркестр Коста-Рики, Sistema Nacional de Educación Musical и др.) и давая уроки музыки.
У него учились дирижёр и пианист Луис Кастильо-Брисеньо (Luis Castillo-Briceño), композитор Джанка Лиано (Gianca Liano), виолончелист Марко Гутьеррес (Marco Gutiérrez), пианист Джузеппе Гиль, флейтист и дирижёр Кристиан Гонсалес-Карина и другие.  
В начале 2021 года Сойфер и его дочь переехали в Плайяс-дель-Коко, городок на берегу Тихого океана. 
В ночь на 31 июля 2021 года он скончался дома от инфаркта.

## Сочинения (избранное)
- Хоровые сочинения:
  - Гроза прошла, на стихи Ф. И. Тютчева.
  - Два канона, (10 стр.) на стихи М. В. Ломоносова («Нарцисс над ясною водою» и «Не сам ли в арфу ударяет Орфей?»).
- Для оркестра:
  - 7 хайку (Дождь в бамбуковом лесу, Плющ обвивается вокруг висячего моста, Цикада плывет вниз по реке на желтом листе, Песня и смерть цикады, Луна поднимается над заброшенной деревней, Ласточки в бурю, Осенний вечер).
  - Canción con movimiento (Песня с движением) на текст Федерико Гарсия Лорки, для оркестра и сопрано. 2014.
- Ансамбли:
  - Хайку для сопрано, фортепиано, флейты, гобоя, кларнета, фагота, арфы, двух скрипок, альта и виолончели. 2012.
  - 3 полифонические миниатюры в старинном стиле для гобоя и кларнета. 2011.
  - Адажио для 17 струнных инструментов. 2006.
  - Фантазия и скерцо для фортепиано и скрипки. 2010.
  - Langsam und Schmachtend. Постлюдия для бас-кларнета и виолончели. 2010.
- Для фортепиано:
  - Вариации для фортепиано. 2014.
  - Избранные фортепианные сочинения. 2010 (Маленькая соната, Три багатели по 11 тактов[20], Пять мотивов[21]). (Опубликованы изданием «Композитор» в 2023 году[22])
  - Миниатюры для фортепиано. 2012.
- Для других инструментов:
  - Три маленькие поэмы для флейты. 1997—2011.
  - Три греческие поэмы для виолончели. 2010.

## Исполнения
На Шестом международном Фестивале современной музыки им. Кара Караева (20—24 апреля 2015, Баку, Азербайджан) было исполнено сочинение Владислава Сойфера «Canción con movimiento» на стихи Федерико Гарсия Лорки.
26—27 апреля 2017 года в различных концертных залах Коста-Рики были исполнены его переложения Баха и Шуберта.
После его смерти, в 2022—2023 годах были исполнены его сочинения «3 багатели по 11 тактов» и «5 мотивов». В 2023 году композитор и друг Сойфера, Фарадж Караев переложил «3 багатели» для оркестра и они были исполнены камерным оркестром Большого театра под управлением Михаила Цинмана.
В 2023 году в Италии прозвучало его переложение Грига («8 лирических пьес Э. Грига из сочинения 12») для духового квинтета, а в апреле 2024 года в Коста-Рике впервые были исполнены «7 хайку» для оркестра.

## Литературная деятельность
Владислав Сойфер писал стихи, а также занимался разборами и переводами прозы и поэзии с различных языков.
Перевод на русский «Лунь Юй» Конфуция сохраняет баланс между философией и поэтикой оригинала. Также остались его книга о музыкальной форме, авторские стихи и записи о музыке, истории, политике, культуре, искусстве, этике, образовании.
В 2022 году в Израиле была издана книга эссе, переводов и стихов Владислава Сойфера «Лестница Иакова».
Другие переводы:
- С китайского: разборы и переводы текстов Конфуция, Лао-цзы, Мэн-цзы, Сунь-цзы, фрагментов других книг, а также поэзии: Ду Фу, Ли Бай, Ли Юй, Ван Вэй, Пэй Ди[англ.] и других.
- С английского: разборы и переводы фрагментов из Шекспира («Гамлет», «Макбет», «Король Лир», «Юлий Цезарь», «Как вам понравится», «Зимняя сказка», «Кориолан», «Мера за меру», «Веселые виндзорские жены», «Сон в летнюю ночь», «Венецианский купец», «Ромео и Джульетта», «Укрощение строптивой», «Буря», «Двенадцатая ночь», «Ричард II», «Два джентльмена из Вероны», сонеты), Шелли, Э. Лира, Элиота, Теннисона, Блейка, Эммы Лазарус, а также фольклора.
- С немецкого: переводы Герхардта, Целана, Георге, Лютера, Везендонк, Тракля, Рюккерта, Гейне, Рильке, Бетге, Бурмайстера, Риста, Лемса[англ.], Ноймана, Франка[англ.], тексты из «Страстей по Матфею» Баха, а также неизвестного автора.
- С испанского: переводы стихов Лорки и романсов.
- С итальянского: переводы из Тассо и Л. да Понте (фрагменты из двух опер в одном тексте).
- С древнегреческого: Симонид, а также несколько текстов Гераклита.
- С латинского: Катулл, Вергилий.

## Память
В 2022 году один из учеников Владислава Сойфера, Джанка Лиано, написал в его память томбо́ «Orilla» («Берег»). Оно было исполнено 12 марта 2022 года в Миланской консерватории им. Джузеппе Верди.